# San Isidro, El Barrio de la Soledad
San Isidro är en ort i Mexiko.   Den ligger i kommunen El Barrio de la Soledad och delstaten Oaxaca, i den sydöstra delen av landet, 500 km sydost om huvudstaden Mexico City. San Isidro ligger 320 meter över havet och antalet invånare är 153.
Terrängen runt San Isidro är huvudsakligen kuperad, men västerut är den bergig. Runt San Isidro är det ganska glesbefolkat, med 34 invånare per kvadratkilometer. Närmaste större samhälle är Matías Romero, 18,0 km nordost om San Isidro. I omgivningarna runt San Isidro växer huvudsakligen savannskog.